# 皮膚呼吸
皮膚呼吸（ひふこきゅう、cutaneous respiration, skin breathing）とは生物学において、「体表を用いて行われる外呼吸」とされている。体の表面は酸素を通過させる機能をもっている。ミミズやヒル、コケムシなどは呼吸器官がなく皮膚呼吸だけを行っており、また呼吸器官があっても皮膚呼吸も行う動物は多い。鳥類や哺乳類では、例えばハトやヒトでは、1%以下とされ皮膚呼吸は行っているがその割合は低い。ヒト早産の新生児ではその比率は上がり13%である。成人ではヒトの皮膚の表面から0.25-0.4mmの深さまでだけがほぼ空気中から皮膚を通しての酸素供給が行われており、残りはほぼ肺・血流と経て酸素が供給される。

## 皮膚呼吸のみの生物
生命は無酸素状態で発生したが、多くの生物は酸素に頼って生存するようになる。
特別な呼吸器官をもたない動物は皮膚呼吸に頼ることになるという。例えば環形動物のミミズやヒル、触手動物のホウキムシやコケムシなどで行われている。特に小型の動物では皮膚呼吸だけで十分なガス交換ができるので、特定の呼吸器官を持たない場合が多い。両生類でも一部の種類は皮膚呼吸のみで生きているものがある（プレソドン科のムハイサラマンダーなどはこれが由来である）。
哺乳類で完全に皮膚呼吸を行っている種は珍しく、ジュリアクリークダンナートの新生児は、生まれた直後にまだ肺が発達しておらず、完全に皮膚呼吸だけを行っている哺乳類の初の発見として、1999年に報告された。成長につれ肺呼吸が増える。

## 併用する生物
それなりの呼吸器官を持つものでも、皮膚呼吸をする動物は多い。
脊椎動物では両生類や爬虫類は、肺で呼吸と併用するかたちで、皮膚や粘膜を利用した皮膚呼吸も行っている。咽喉部や総排泄腔の内壁に毛細血管の豊富な部位があり、この部分がガス交換に関与している。両生類の中にはプレソドン科やBarbourula kalimantanensisのように肺を持たない種もいる。
呼吸器による呼吸と、皮膚呼吸が併用されている場合、全呼吸に占める皮膚呼吸の割合（酸素摂取量の割合）は、生物の種類および温度条件などによって異なっており、例えば、ウナギの場合では、温度が低いほどその割合は高く、10℃以下では皮膚呼吸による酸素摂取量の割合は全呼吸に対して60%以上に達する。（これが、ウナギが夜間には陸にはい上がることができる理由と言われている）。カエルの場合は、冬眠中かそうでないかで異なり、普通は皮膚呼吸が30～50%程度であるが、冬眠中は皮膚呼吸が70%になる。鳥類や哺乳類では、皮膚呼吸の割合は低く、例えばハトやヒトでは、1%以下とされている。

## ヒトの皮膚呼吸
1851年には、人間の皮膚が空気から酸素を取り込むことをゲルラッハが証明し、肺での呼吸も含めた呼吸全体への寄与はわずかであるが、空気中の酸素がヒトの皮膚に取り込まれることが、それ以降知られるようになった。70kgの運動選手では、肺のガス交換のために表面積を最大70m2必要とするが、体の表面（皮膚）は1.4m2しかなく、肺呼吸を皮膚呼吸で完全に置き換えることは不可能である。一方で、人間の31週未満で生まれた（早産の）新生児（赤子）では、安静時に5-6倍高い値が得られたことから総酸素量の13%を皮膚から得ていると推定されている。
ヒトにおける皮膚呼吸では、19世紀初頭からの研究の要約を1957年にまとめた論文があり、用語の定義として、「皮膚呼吸」とは皮膚自身のための（皮膚だけが必要とする）呼吸交換（こきゅうこうかん）のみを指すべきだが、言葉の使用が広がるにつれ、皮膚表面を通した呼吸へと意味が広がっており、その論文でも後者の意味を採用している。皮膚表面を通過した酸素の量や、排出された二酸化炭素の量、また皮膚からの水分損失を測定するといった一連の研究が行われてきた。初期の研究では全呼吸中のx%以下が皮膚表面から行われたのように合算された曖昧な記載であったが、1930年代までに時代が進むと皮膚からの酸素吸収率は約1パーセント、二酸化炭素損失は約2.7パーセントと明確になっていった。1793年にも、温度の上昇によって皮膚からの二酸化炭素の排出が増加すると報告されたが、その後それは起こらないという議論も行われ、ほかの研究者がそれらのデータを図示すると滑らかな曲線を描いたため、後の複数の研究者はこれを「臨界温度」と呼んだ。
1990年代には、ドイツのマックス・プランク研究所の研究者らが酸素流量測定装置を開発し、皮膚の一部分を通過した酸素吸収量が測定できるようになった。それまでは総酸素供給量という形で計測されていたものが、装置の開発によって部分的に測定できるようになり、そのデータをもとに試算し、皮膚の表面から0.25-0.4mm（表皮と真皮の一部）の深さまでは、血液からの酸素供給はわずかで、ほぼ空気中から酸素が供給されているとされた。

### 皮膚科学
2015年には皮膚を二酸化炭素に曝露することで血管拡張が見られ、慢性創傷に役立つ可能性を示した、被験者33人での臨床試験がある。

#### 通気素材
俗に「ファンデーションは皮膚呼吸を妨げるので肌に悪い」と言われているが、皮膚についた化粧品の粉末の隙間からガスが通過できるので、皮膚呼吸については実際に計測しても素肌と変わらないと『化粧品成分ガイド』には記載されているが、実験の詳細は不明である。皮膚呼吸ではなく粉末による肌の乾燥などは起こりうる（何も心配ないわけではないので、接触性皮膚炎やアレルギーは起こりうる）。
他方で、通気性の良い化粧品素材について通気性が計測され、「皮膚呼吸等皮膚の生理作用を妨げる可能性が少ない」〔ママ〕と表現されることがある。またワセリンを塗布して空気中の酸素の取り込みを抑えて酸素流量を計測する実験が行われたり、特に表皮経皮水分損失が大きくなる乾燥によって角質層のバリア機能が損なわれるとガスの透過性が増加し、これに応答して角質細胞でのDNA合成が行われることも報告されている（論文では乾癬のような皮膚の過剰形成の原因ではないかとしている）。こうしたいくつかヒトでの研究を踏まえ、酸素と二酸化炭素の皮膚での酸素流量の計測は、皮膚バリア機能を非侵襲的に検査するための指標にできる可能性がある。
また、通気性の悪い素材を肌に長時間接触することでかゆみや赤みといった炎症反応を生じることがあり、この通気性は「皮膚呼吸」〔ママ〕と表現されることがある。絆創膏に使うテープは粘着剤の種類と通気性の悪さによってかぶれを生じやすく、3M社のテープは、1960年代にも通気性を改良してかぶれを減少させることに成功していると知られており、創傷被覆材でも酸素透過性、水蒸気透過性があり「皮膚呼吸」〔ママ〕と水分蒸散を妨げないものが理想的な人工皮膚の特徴の一つで、海外の文献でもガス交換を妨げないことを理想的な特徴のひとつとしている。

### 「皮膚呼吸を妨げると命に関わる」 という俗説
「皮膚呼吸を妨げると命に関わる」といった説が広がっているとされる。この説の起源は明らかでないが、医学関係者は否定している。
1912年の『気海丹田吐納法』には全身に漆を塗ると皮膚呼吸が止まり死ぬと記載されている。
金粉に関して言われることがある。金粉で全身を覆うと皮膚呼吸ができず死に至る、というもので、一説では、『007 ゴールドフィンガー』（1964年）で、ボスを裏切った女性が全身に金粉を塗られて殺された場面が登場したことが起源とも言われている。しかし、それより半世紀近くも前の日本の書籍に記載がある。1914年12月、『東京朝日新聞』に発表された谷崎潤一郎の小説『金色の死』では、全身に金箔を塗抹し「毛孔が塞がれた」ために死ぬ男が登場しており、このような俗説自体はより古くから存在した可能性が考えられる。『鉄腕アトム』に、純金を敷き詰めた浴槽に入ることを趣味としていた人物が「金中毒」になる、というエピソードが登場している。一部の小学生向け雑誌などで、古くから「金粉を塗った場合、1時間が限度」と記載されるなど、広く知られていた。
金粉だけでなく、他の物質でも同様のことが言われる例もある。1975年の『医学パズル』では、大正年間に行なわれた仮装行列で、南洋の原住民に扮するため全身にコールタールを塗った男性が数時間で死亡した事実が挙げられているが、この場合も「皮膚呼吸はごくわずかで死因にはならず、全身がコールタールで覆われたため汗や放射による体温の調節ができず熱中症により死亡した」とされている。近世ヨーロッパやアメリカで見られた私刑の1つで、対象に木タールを塗って羽毛をつけ、晒し者にするタール羽の刑も同様。死ぬという描写は『ハックルベリー・フィンの冒険』にも登場する。

### 歴史
紀元前に、哲学者のプラトンは、口から息を吐くと皮膚から空気が入り、口から息を吸うと皮膚から空気が抜けると考えた。

## 関連文献

### 書籍
- 傳田光洋『皮膚は考える』 岩波科学ライブラリー、2005年

### 論文
- 小清水英司, 坪井実, 駒林隆夫「4044 皮膚貼付薬の疲労回復に関する基礎的研究 : サリチル酸メチルの経皮吸収並びに皮膚呼吸、皮膚血流量に及ぼす影響について」『日本体育学会大会号』第32巻、日本体育学会、1981年、320頁、doi:10.20693/jspeconf.32.0_320、ISSN 2433-0183。
- 坪井実, 田中保子, 菊地祐子「運動と皮膚呼吸」『体力科學』第15巻第4号、日本体力医学会、1966年、164頁、ISSN 0039906X、NAID 110001940062。 (要購読契約)
- 竹内勝, 麻生和雄, 並木徳重郎「19.皮膚呼吸におよぼすビタミンB1およびリポ酸の影響について(第12回大会研究発表要旨)」『ビタミン』第20巻、日本ビタミン学会、1960年、303頁、doi:10.20632/vso.20.0_303_2、ISSN 0006-386X。